# Herbert Richardson
Herbert Trenchard Richardson, född 25 november 1903 i Toronto, död 17 januari 1982, var en kanadensisk roddare.
Richardson blev olympisk bronsmedaljör i åtta med styrman vid sommarspelen 1928 i Amsterdam.